# السيد جورجي (رواية)
السيد جورجي (بالإنجليزية: Master Georgie)‏ هي رواية للكاتبة الإنجليزية بيريل بينبريدج، نشرت عام 1998، لأول مرة عن دار نشر داكوورث في المملكة المتحدة وكارول آند غراف في الولايات المتحدة.